# Euronet Worldwide
Euronet oder Euronet Worldwide ist ein US-amerikanischer Anbieter von elektronischen Zahlungsdiensten mit Hauptsitz in Leawood, Kansas. Er bietet Geldautomaten, POS-Dienste (Point of Sale), Kredit-/Debitkartendienste, Geldwechsel und andere elektronische Finanzdienstleistungen an.

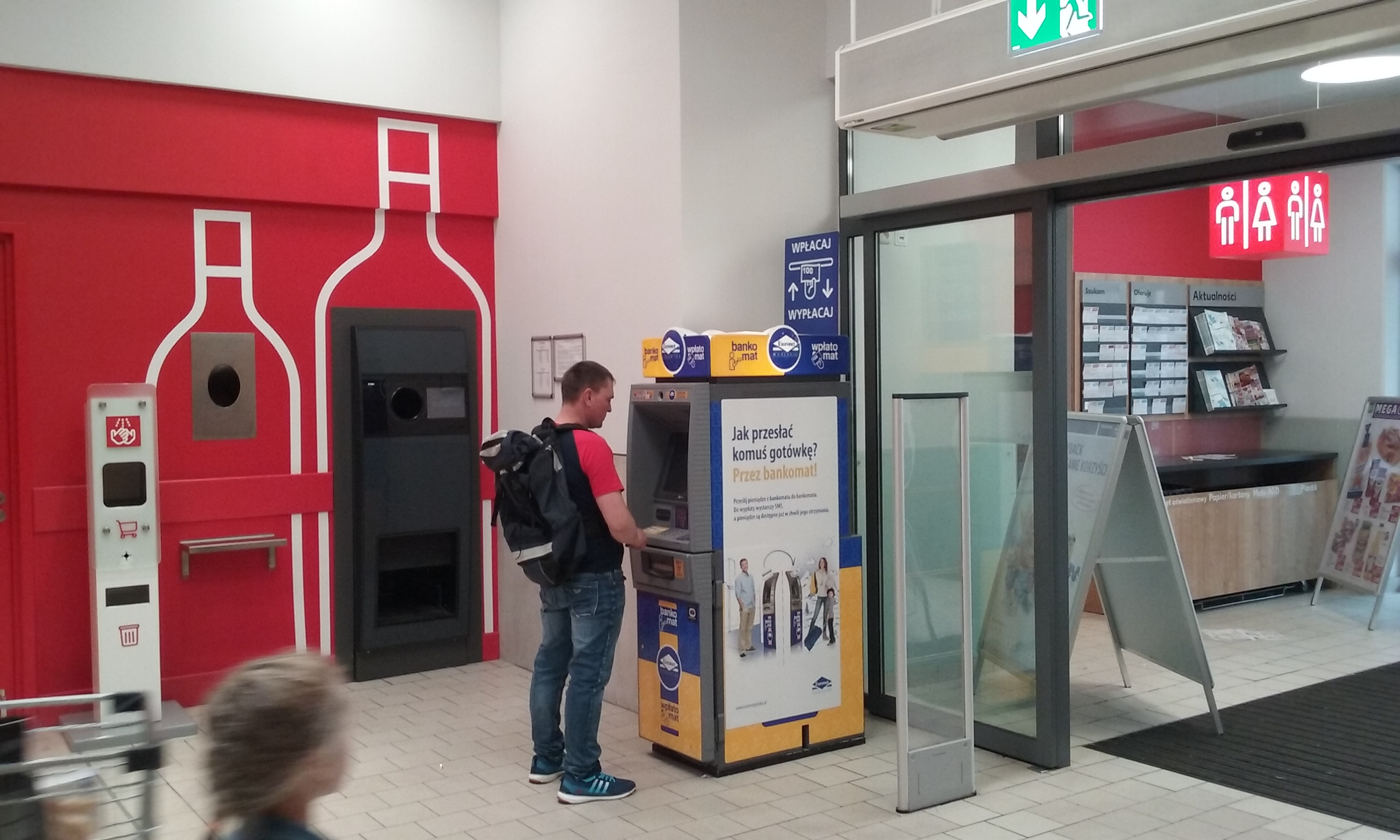
Euronet-Geldautomat in Tomaszów Mazowiecki, Polen

 Euronet ist in über 150 Ländern vertreten und betreibt mehr als 18.000 Bankomaten, davon 2.000 in Deutschland.

## Geschichte
Das Unternehmen wurde von den Schwägern Dan Henry und Mike Brown 1994 gegründet und hat seinen Hauptsitz in Leawood, Kansas.
1998 erwarb Euronet ARKSYS, ein Computersoftwareunternehmen, das sich auf elektronische Zahlungs- und Transaktionslieferungssysteme spezialisiert hat.
Am 23. Januar 2002 gab Euronet Worldwide die Gründung eines Joint Ventures mit der in Hongkong ansässigen First Mobile Group Holdings Limited bekannt.
Im Jahr 2007 erwarb das Unternehmen Ria Money Transfer.
Im Jahr 2011 erwarb das Unternehmen die Cadooz GmbH.
Im Jahr 2013 erwarb Euronet Pure Commerce und erhielt damit Zugang zu einer Reihe von SaaS-basierten Anwendungen. Im folgenden Jahr erwarb sie den britischen Devisenbroker HiFX und erhielt damit Zugang zum grenzüberschreitenden Zahlungsverkehr in Großbritannien, Australien und Neuseeland.
Im Juli 2015 kaufte Euronet die Währungsumrechnungs-Website xe.com.

## Unternehmenstätigkeit
Das Unternehmen ist in drei Segmenten tätig: Electronic Fund Transfer (EFT)-Verarbeitung, Prepaid-Verarbeitung und Geldtransfer.
- Das Segment EFT-Verarbeitung bietet Outsourcing und Netzwerkdienstleistungen für Finanzinstitute und Mobilfunkunternehmen. Dieses Segment erbrachte diese Dienstleistungen über ein Netzwerk von Geldautomaten und POS-Terminals in Europa, Asien und dem Mittleren Osten.
- Die Abteilung Prepaid Processing – ePay vertreibt Prepaid Mobile Airtime und andere Prepaid-Produkte und Inkassodienstleistungen für verschiedene Prepaid-Produkte, Karten und Dienstleistungen. Dieses Segment ist mit einem Netzwerk von Standorten in den USA, Europa, Afrika, im asiatisch-pazifischen Raum und im Mittleren Osten vertreten. Es bietet auch Prepaid-Ferngesprächskartenpläne, Prepaid-Internetpläne, Prepaid-Debitkarten und Prepaid-Geschenkkarten sowie Prepaid-Mobilfunkinhalte wie Klingeltöne und Spiele.
- Das Segment Geldtransfer bietet globale Geldtransfer- und Wechselzahlungsdienste hauptsächlich in Nordamerika, der Karibik, Europa und im asiatisch-pazifischen Raum an.

## Kritik
Euronet wurde wegen hoher Servicegebühren und der ungünstigen Wechselkurse seiner Geldautomaten kritisiert. Im Januar 2019 kündigte die Gemeinde Amsterdam ihre Pläne an, um zu verhindern, dass sich neue Euronet-Geldautomaten in den Ladenfassaden öffnen, da Euronet „eine hohe Gebühr pro Bargeldbezug erhebt und ungünstige Wechselkurse verwendet“ und nicht zum Wohlbefinden der Einheimischen beiträgt.
In Österreich ist Euronet der bisher einzige Bankomat-Betreiber, der diese Gebühr eingeführt hat. Dort betreibt Euronet ungefähr 80 Bankomaten von insgesamt 8.800 im ganzen Land, vorwiegend an touristisch interessanten Stellen. In Wien stehen Bankomaten von Euronet beispielsweise auf der Mariahilferstraße oder am Stephansplatz. In Tirol und Salzburg befinden sich Euronet-Bankomaten häufig in Skigebieten.
Neben Euronet und den jeweiligen Bankketten betreibt First Data Austria ein großes Netzwerk an Geldautomaten. Dieser Betreiber verrechnet Konsumenten allerdings keine Gebühren für Bargeldabhebungen.